# Station Hathersage
Hathersage is een spoorwegstation van National Rail in Hathersage, Derbyshire Dales in Engeland. Het station is eigendom van Network Rail en wordt beheerd door Northern Rail. Het station is geopend in 1894.